# Brooklyn (New South Wales)
Brooklyn ist ein kleiner Vorort mit etwa 700 Einwohnern im Norden Sydneys in New South Wales (Australien). Brooklyn befindet sich 51 Kilometer nördlich des Stadtzentrums im Verwaltungsgebiet (LGA) Hornsby Shire. Es ist der nördlichste Vorort der Metropole Sydney.
Brooklyn erstreckt sich entlang eines schmalen Küstenstreifens an der Südseite des Hawkesbury River. Im Süden schließt der Ku-ring-gai-Chase-Nationalpark unmittelbar an den Ort an.

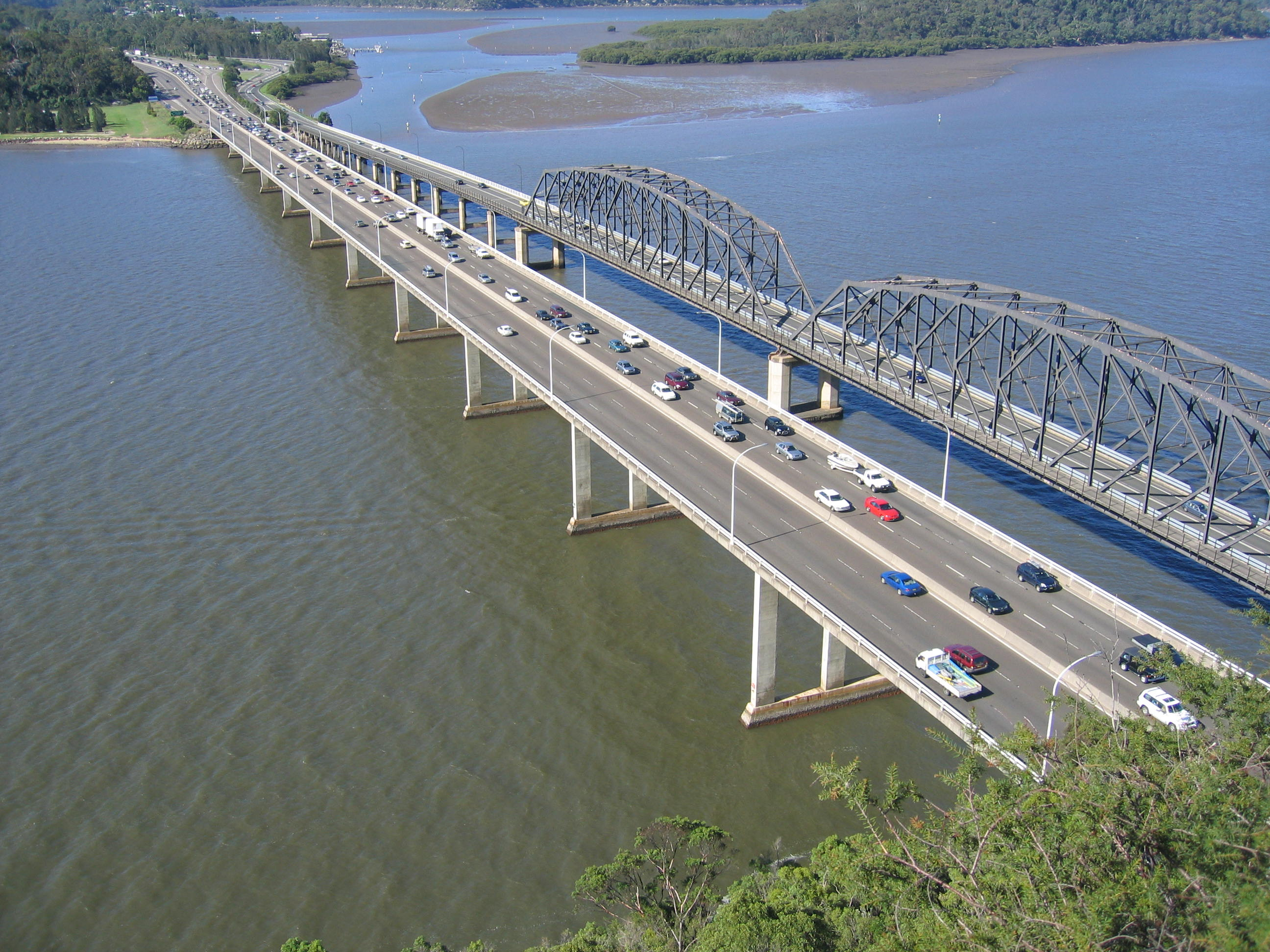
Peat's Ferry Bridge über den Hawkesbury River

Die Gegend war lange Zeit als Peat's Ferry Crossing bekannt, nachdem Georg Peat, ein europäischer Siedler, 1836 Land zugewiesen bekam und eine Fährverbindung über den Hawkesbury River einrichtete. Noch heute erinnert der Name Peat's Ferry Bridge, die Brücke des Pacific Highway über den Fluss, an diese Zeit. Die Eisenbahn erreichte die Gegend 1877. Zum ersten Mal wird der Name Brooklyn im Januar 1884 erwähnt, als Peter und William Fagan ein 30 Hektar großes Stück Land unter diesem Namen eintragen ließen. Der Name leitet sich von dem holländischen Ort Breukelen ab. Die erste Eisenbahnbrücke über den Hawkesbury River wurde 1889 fertiggestellt. Sie wurde 1946 durch eine neuere Brücke ersetzt.